# پلیم (رود)
پلیم (به لاتین: Pelym) یک رود در روسیه است که در استان سوردلوفسک واقع شده‌است.